# Disney Village
Disney Village es una zona comercial y de diversión de la Walt Disney Company situada en el complejo Disneyland Paris, en Marne-la-Vallée, Francia. Es coordinada por Walt Disney Parks, Experiences and Products, y está ubicada entre, por un lado, los dos parques temáticos, Disneyland Park y Walt Disney Studios Park, las estaciones de TGV, RER y de bus así como el Disneyland Hotel; y por otro el Lac Disneyland y los cinco hoteles Disneyland. Abrió sus puertas el 12 de abril de 1992.
De acuerdo con el distrito de Downtown Disney en Walt Disney World Resort, fue diseñado por el arquitecto Frank Gehry, que incluyó varias torres color plata brillante y bronce oxidado bajo algunas luces. Está ubicada cerca de los dos parques temáticos del resort y Disney's Sequoía Lodge Hotel
El área posee dos restaurantes bajo la firma de McDonald's, un Rainforest Café, un Planet Hollywood, un complejo Gaumont Cinema e IMAX, entre otros restaurantes, barras y tiendas.

## Cambios desde 1992
Un gran número de estructuras metálicas fueron diseñadas por Gehry pero entre ellos, gran parte de los pilares colocados en la vía de acceso que dividían los dos ramales fueron demolidos en 2005 junto con el ligero techo colocado entre ellos.
En diciembre de 2004, un estacionaminto de varios pisos fue abierto, seguido por la apertura de un cine IMAX, 2005 como parte del complejo de cine múltiplex Gaumont.